# Грешем, Дуглас
Ду́глас Го́вард Гре́шем (род. 10 ноября 1945, Нью-Йорк, Нью-Йорк) — американский и британский актёр, диктор, биограф, кинопродюсер, исполнительный продюсер, резидент Мальты. Один из двух пасынков К. С. Льюиса.

## Личная жизнь
Грешем родился в Нью-Йорке. Его родителями были писатели Уильям Линдсэй Грешем и Джой Дэвидмен. Уильям Грешем написал книгу «Аллея кошмаров», которая считается классикой американской литературы жанра нуар. Джой Дэвидмен известна благодаря своей книге «Дым на горе: Толкование десяти заповедей». В 1954 году супруги развелись, и Джой с двумя сыновьями переезжает в Великобританию. Дуглас Грешем и его жена, Мэри, жили в доме Rathvinden в Лохлинбридже, графстве Карлоу, Ирландия. В 2008 они переехали на Мальту. У них пятеро детей: три сына — Джеймс, Тимоти и Доминик, и две дочери — Люсинда, и Мелоди.

## К. С. Льюис
Мать Грешема подружилась с британским писателем К. С. Льюисом посредством переписки. Их дружба развилась до такой степени, что в 1956 они поженились. В 1960 Дэвидмен умерла от рака, но Льюис продолжал поддерживать Дугласа и его старшего брат Дэвида (Льюис взял мальчиков к себе после свадьбы. Книга «Конь и его мальчик» из цикла «Хроники Нарнии» посвящается им обоим). После смерти Льюиса в 1963 его состояние перешло к брату — майору Уоррену Гамильтону Льюису, известному ученому в области французской истории. Майор в свою очередь передал имущество Дугласу и Дэвиду десять лет спустя. Дуглас Грешем признал в интервью 15 ноября 2005 года, что они с братом проживают раздельно, но 4 декабря 2005 в новом интервью он сказал, что они поддерживают общение по электронной почте. Дуглас Грешем является христианином, как были его мать и Льюис, в то время как Дэвид вернулся в ортодоксальный иудаизм, к которому принадлежала Дэвидмен при его рождении. Когда он жил ребенком у Льюиса, тот специально старался добыть для него кошерную еду.

## Карьера
Грешем вёл радиопередачу христианской организации Focus on the Family об экранизациях наиболее известных произведений его отчима. Его интерес в области СМИ проявился позже, когда он был назван сопродюсером для ряда художественных экранизаций книг из цикла «Хроники Нарнии». Он также сыграл эпизодическую роль диктора радио в первом фильме, роль тельмаринского глашатая во втором и работорговца в третьем.
В 1973 Грешем написал автобиографию, озаглавленную «Постные земли», в которой написал хронику своей жизни от рождения до 28 лет.
В фильме 1993 года «Страна теней», в той части, которая была взята из «Постных земель» есть персонаж — беллетризированный молодой Дуглас. Грешема играет американский актер Джозеф Маццелло. Ни в фильме, ни в спектакле не было персонажа брата Дугласа — Дэвида, но их персонажи были в изначальном телеспектакле (1985), на котором был основан фильм.